# جيم مانلي (رسام)
جيم مانلي (بالإنجليزية: Jim Manley)‏ هو رسام بريطاني، ولد في 1934.